# Черпин, Андрей Владимирович
Андрей Владимирович Че́рпин (08 августа 1969, Ленинград) — российский театральный режиссёр.

## Биография
Родился в Ленинграде 8 августа 1969 года. Учился на философском и юридическом факультетах СПбГУ. В 2004 году окончил Российский государственный институт сценических искусств, мастерская Г. Р. Тростянецкого. Работал главным режиссёром в Новокузнецком драматическом театре , Ачинском драматическом театре  и Томском драматическом театре . Ставит спектакли в России и за рубежом. Работает в документальном и игровом кино.

## Спектакли
- 2004 — «Женитьба» [6] Н. В. Гоголя / Русский драматический театр Литвы
- 2005 — «Собачье сердце» [7] М. А. Булгакова / Русский драматический театр Литвы
- 2007 — «Ревизор» [8] Н. В. Гоголя / Молодёжный театр Алтая
- 2012 — «Король-олень» [9] Карло Гоцци / Ярославский театр юного зрителя
- 2012 — «Остров сокровищ» [10] Р. Л. Стивенсона / Театр на Спасской
- 2014 — «Пеппи Длинный Чулок» [11] А. Линдгрен / Балтийский дом
- 2014 — «Дядюшкин сон» [12] Ф. М. Достоевского / в рамках творческой лаборатории «Достоевский.FM» Новокузнецкого драматического театра
- 2015 — «Лес» [13] А. Н. Островского / Новокузнецкий драматический театр
- 2015 — «Роман с кокаином» [14] М. Агеева / Томский драматический театр
- 2016 — «Тринадцатый апостол» [15][16] В. В. Маяковского / Новокузнецкий драматический театр
- 2017 — «Имажинарий мистера О. Генри»[17] О. Генри / Томский драматический театр
- 2019 — «Маленькая колдунья»[18] О. Пройслера / Красноярский драматический театр имени А. С. Пушкина
- 2019 — «Бешеные деньги»[19] А. Н. Островского / Прокопьевский драматический театр имени Ленинского комсомола
- 2020 — «Слуга двух господ»[20] К. Гольдони / Камчатский театр драмы и комедии
- 2024 — «Пигмалион»[21] Б. Шоу / Северский музыкальный театр

## Фильмография
- 2006 — «Женская азбука», документальный короткометражный, режиссёр (совместно с Ирмой Комладзе)
- 2007 — «Тайны следствия-7», сериал, актёр (адвокат)
- 2010 — режиссёр массовых сцен в кинофильме Ильи Хржановского "Дау"

## Награды
- 2006 — фильм «Женская азбука» получил приз за лучший дебют на международном фестивале «Open cinema»
- 2017 — спектакль «Имажинарий мистера О.Генри» получил приз за лучшую работу режиссёра на XIII Областном фестивале «Маска», а также вошёл в Long list сезона 2017/2018 фестиваля «Золотая маска».